# Ryu Shikun
Ryu Shikun (柳時熏), né le 8 décembre 1971 à Séoul en Corée du Sud, est un joueur de go professionnel. Il se déplace au Japon à l'âge de 15 ans, et devient professionnel à la Nihon Ki-in 2 ans plus tard.

## Titres
| Titre            | Années            |
| ---------------- | ----------------- |
| Titres nationaux | 8                 |
| Tengen           | 1994 - 1996, 2000 |
| Oza              | 1996              |
| Coupe NEC        | 2003              |
| Shin-Ei          | 1992              |
| NEC Shun-Ei      | 1994              |